# 이집트 제28왕조
이집트 제28왕조는 페르시아의 1차 점령기를 끝낸 왕조이다.
28왕조에는 아미르타이오스라는 단 한 명의 파라오만 존재한다. 그의 할아버지는 같은 이름의 아미르타이오스였는데, 그는 이집트 제26왕조의 후예로, 프삼티크 3세의 아들인 이나로스와 함께 아르타크세르크세스 1세에 대항한 반란 지도자였다.
아미르타이오스 본인 역시 다리우스 2세 치세 말기부터 적극적으로 반란을 이끌었으며, 기원전 404년 마침내 독립에 성공한다.